# 大池憩之森站
大池憩之森站（日语：／ Ōike-ikoinomori eki */?）位於新潟縣上越市頸城區大蒲生田，是北越急行北北線的車站。

## 車站構造
- 本站為岸式月台，為無人車站。

## 車站周邊
- 大池
  - 大池憩之森
- 小池

附近並沒有住家，而最近的聚落是位在北方500公尺的大蒲生田。
已經廢線的頸城鐵道亦曾經設有大池站，位於南方約3公里處的石神聚落。

## 歷史
- 1997年3月22日　北北線通車時設立。

## 鄰近車站
北越急行
北北線（快速）
浦川原 - 大池憩之森 - 頸城
（普通）
浦川原 - 大池憩之森 -  頸城

## 外部連結
- （日語）大池憩之森車站（北越急行）